# Giorgio Bertone
Pour les articles homonymes, voir Bertone.
Pas d'image ? Cliquez ici
Giorgio Bertone, né le 14 août 1942 à Borgosesia et mort le 6 août 1977 dans un accident d'avion sous le sommet du mont Blanc du Tacul, est un alpiniste italien considéré comme l'un des plus représentatifs de l'alpinisme des années 1970.

## Biographie
Installé à Courmayeur, Giorgio Bertone est tout à la fois guide, moniteur de ski et instructeur national d'alpinisme. Il devient un compagnon de cordée régulier de René Desmaison. En outre, il est un spécialiste du secours en montagne. Le 6 août 1977, alors père d'un enfant de deux ans, Giorgio Bertone meurt à 34 ans dans un accident d'avion inexpliqué sous le sommet du mont Blanc du Tacul.

## Ascensions
- 1962 - Éperon Walker aux Grandes Jorasses avec Guido Machetto
- 1966 - Première ascension directe de la face est de l'aiguille de la Brenva avec Cosimo Zappelli
- Première italienne de la voie du Nez (El Capitan)
- Première hivernale de la voie Couzy-Desmaison de la pointe Marguerite aux Grandes Jorasses avec Lorenzo Cosson

### Premières avec René Desmaison
- Voie directe de la face ouest de l'aiguille Noire de Peuterey
- Face ouest de la pointe Welzenbach
- Voie à la paroi des Voûtes (Dévoluy)
- Face nord-est des Grandes Jorasses (voie Gousseault) avec Michel Claret, du 10 au 17 février 1973

## Le refuge Giorgio Bertone
En sa mémoire, un refuge construit en 1982 à 2 000 m d'altitude sur le mont de La Saxe, sur la commune de Courmayeur, a pris le nom de Giorgio Bertone.